# Jack Luden
Jack Luden (né le 8 février 1902 à Reading, Pennsylvanie, et mort le 15 février 1951 à la Prison d'État de San Quentin, Californie) est un acteur américain.

## Filmographie partielle
- 1926 : Son fils avait raison (Fascinating Youth) de Sam Wood
- 1927 : Le Don Juan du cirque (Two Flaming Youths)
- 1927 : Tell It to Sweeney de Gregory La Cava
- 1928 : Deux Honnêtes Fripouilles (Partners in Crime) de Frank R. Strayer
- 1928 : La Femme de Moscou (The Woman from Moscow)
- 1933 : La Profession d'Ann Carver (Ann Carver's Profession) d'Edward Buzzell (non crédité)
- 1933 : Gabriel au-dessus de la Maison-Blanche (Gabriel over the White House), de Gregory La Cava
- 1940 : Les Tuniques écarlates (North West Mounted Police), de Cecil B. DeMille
- 1942 : Les Naufrageurs des mers du Sud (Reap the Wild Wind), de Cecil B. DeMille
- 1942 : La Blonde de mes rêves (My Favorite Blonde), de Sidney Lanfield
- 1942 : La Clé de verre (The Glass Key), de Stuart Heisler
- 1942 : Ma femme est une sorcière (I Married a Witch), de René Clair
- 1943 : Celles que fiers nous saluons (So Proudly We Hail !), de Mark Sandrich
- 1943 : Guadalcanal (titre original Guadalcanal Diary), de Lewis Seiler
- 1944 : See Here, Private Hargrove de Wesley Ruggles
- 1945 : Escale à Hollywood (Anchors Aweigh), de George Sidney
- 1945 : Les Sacrifiés (They Were Expendable), de John Ford et Robert Montgomery